# Wongudan

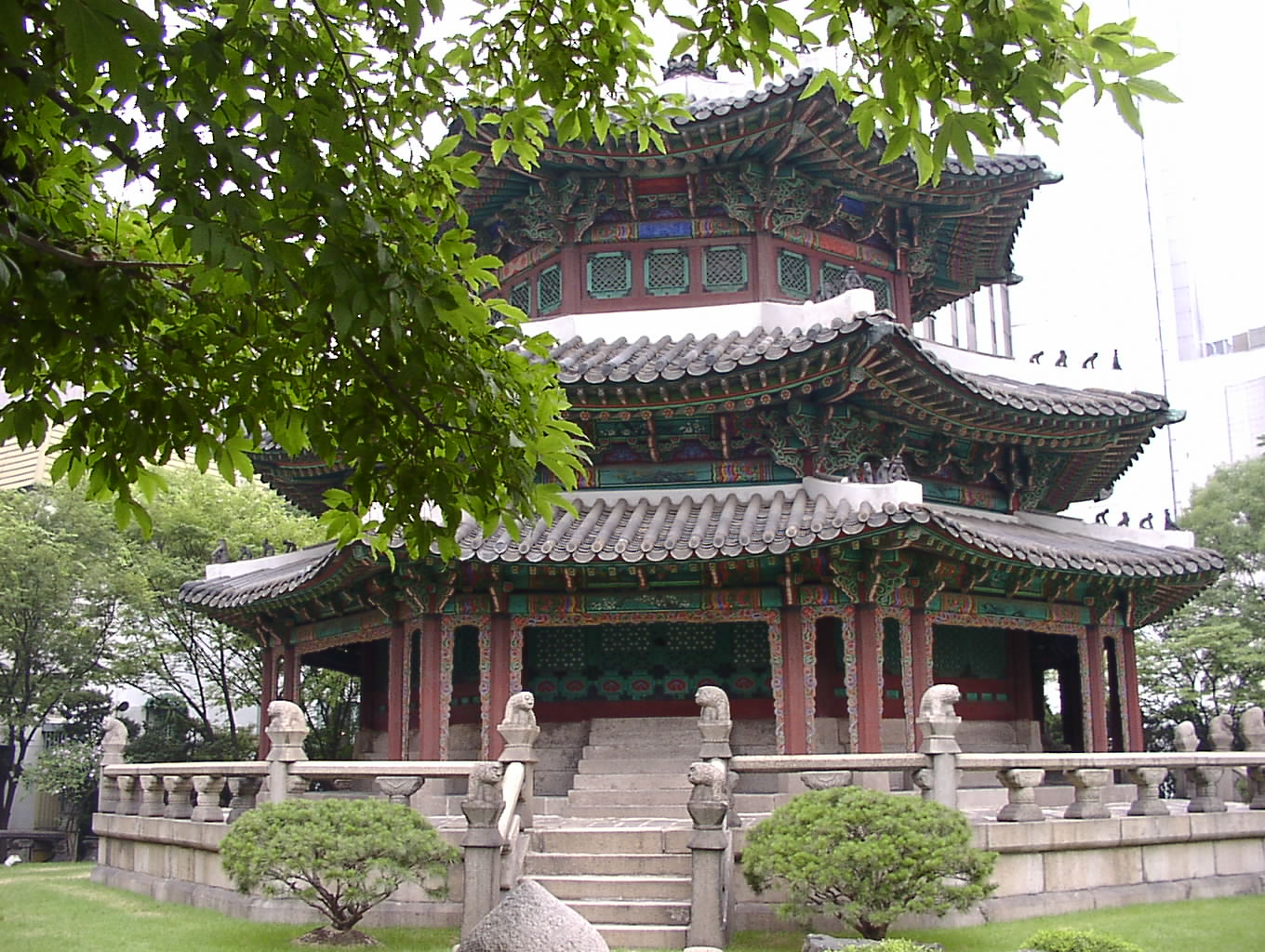
Wongudan
Hangul - 원구단
Hanja - 圜丘壇/圓丘壇
/祭天壇

Wongudan situado en Jung-gu, Seúl, Corea del Sur, fue construido en 1897 para servir como un sitio para la ejecución del rito de los cielos. El sitio también fue conocido por otros nombres, tales como Hwangudan, Jecheondan y Wondan. Wongudan fue designado de Corea del Sur Sitio Histórico N º 157 el 15 de julio de 1967.
El rito de los Cielos se llevó a cabo durante el período pre-Tres Reinos de Corea. Durante la Dinastía Goryeo, el rey Seongjong fue el primero de los reyes de Goryeo para realizar el rito de los cielos, diseñado para asegurar una cosecha abundante. Rey Seongjong estandarizó los rituales Wonguje. Durante la Dinastía Goryeo, la práctica fue abolida.

## Galería de imágenes

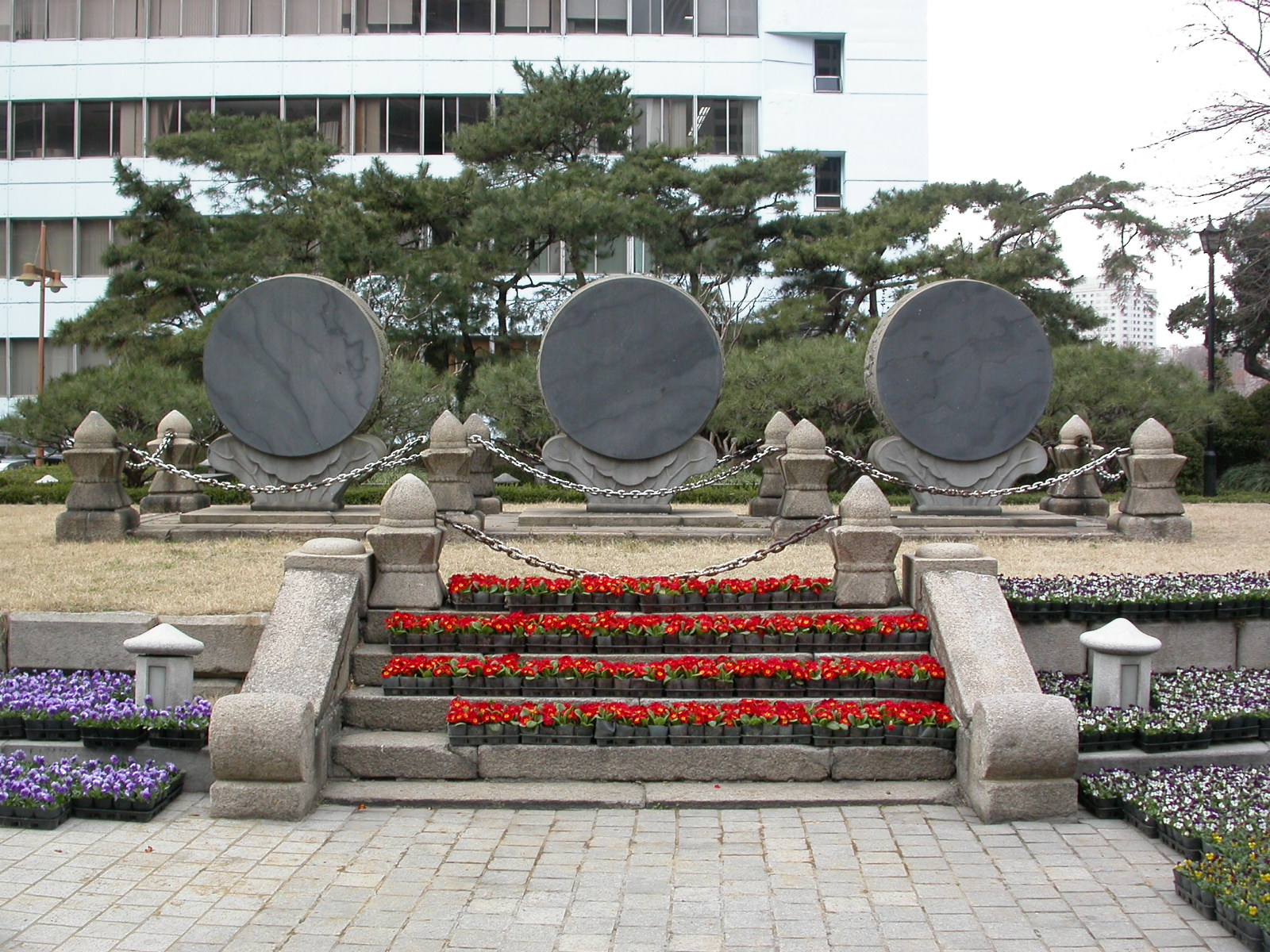
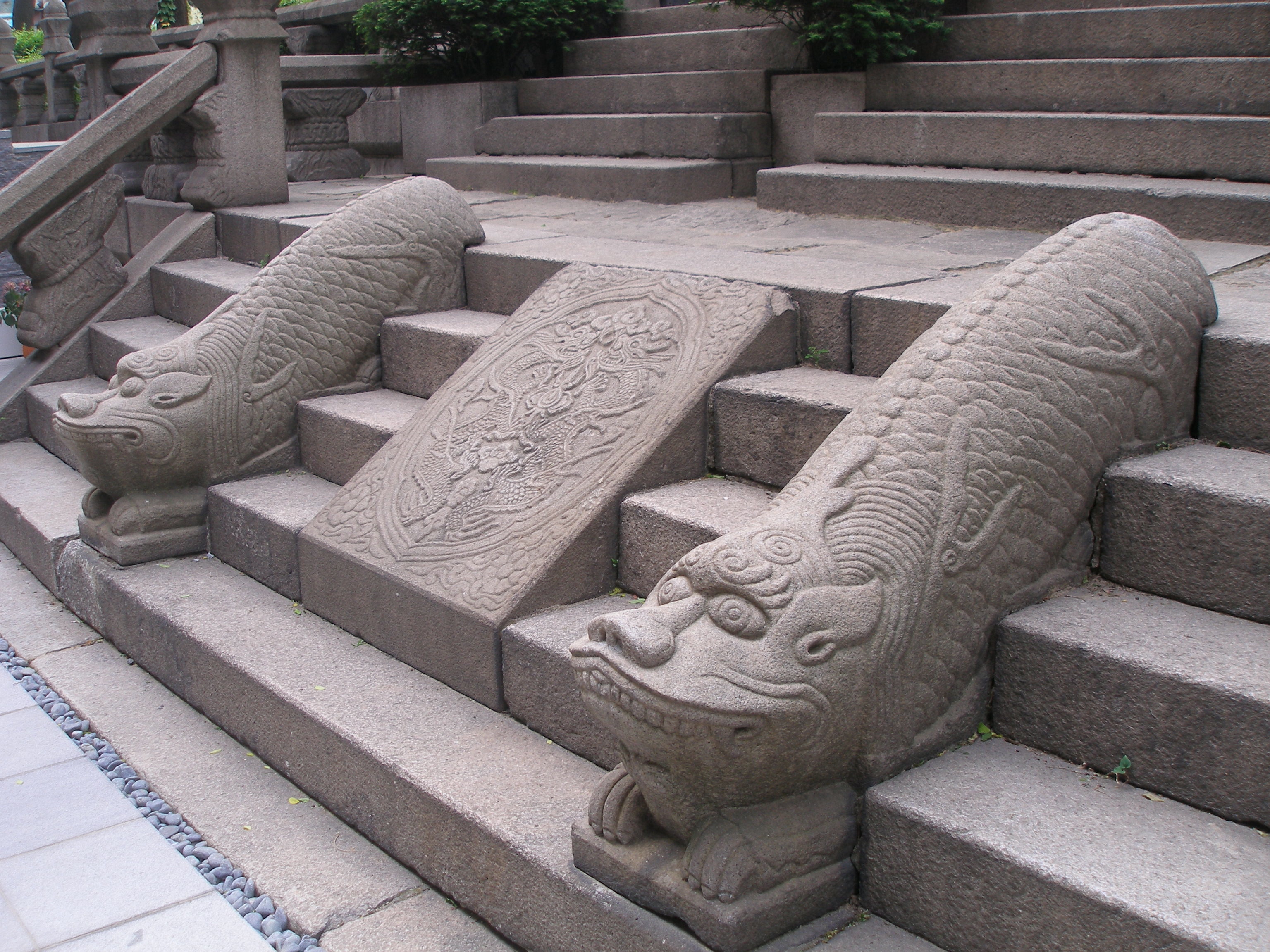
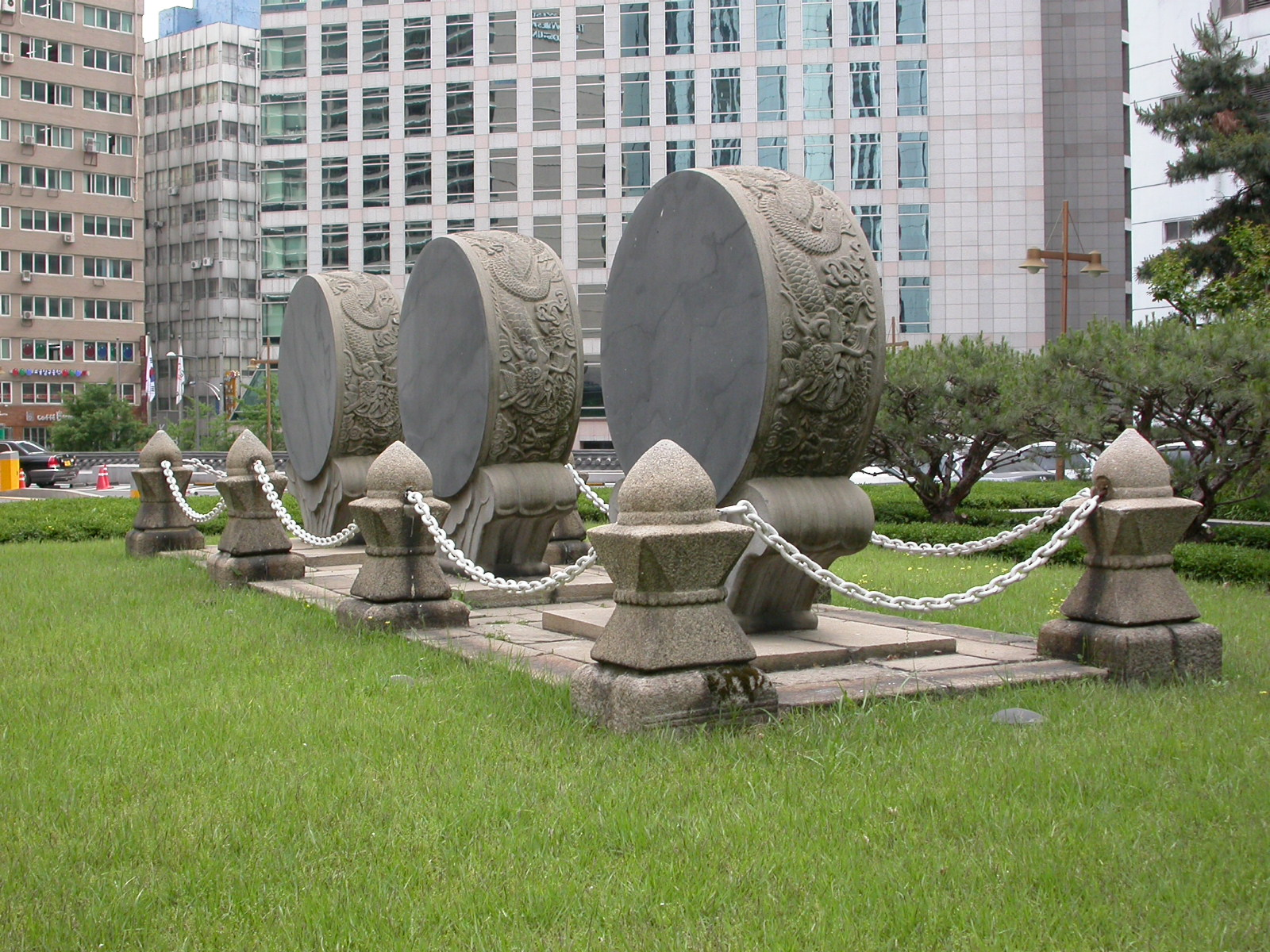

- Wikimedia Commons alberga una categoría multimedia sobre Wongudan.